# Komitee der Nationalen Einheit
Das Komitee der Nationalen Einheit (türkisch Millî Birlik Komitesi, MBK) war eine von General Cemal Gürsel angeführte, 38-köpfige Offiziersgruppe, die am 27. Mai 1960 die türkische Regierung von Adnan Menderes stürzte, den Staatspräsidenten Celâl Bayar entmachtete und die Große Nationalversammlung auflöste.
Der Präsident des MBK wurde gleichzeitig Staatspräsident, Ministerpräsident und Oberbefehlshaber der Armee.

## Hintergrund
Am 19. Mai 1945 wurde das Ende des Einparteiensystems in der Türkei eingeleitet, woraufhin Celâl Bayar und andere Politiker aus der Republikanischen Volkspartei austraten und 1946 die Demokratische Partei (DP) gründeten. Diese Partei gewann die Wahlen am 14. Mai 1950 mit überwältigender Mehrheit. Celâl Bayar wurde Staatspräsident und Adnan Menderes übernahm das Amt des Ministerpräsidenten.
Siegentscheidend war auch das Versprechen, dem Islam wieder mehr Freiheiten zu gewähren. In diesem Rahmen wurde der Gebetsruf statt – wie seit 1932 – auf Türkisch wieder auf Arabisch gerufen. Das stellte einen Bruch mit dem bis dahin praktizierten Kemalismus dar.
Trotz raschen wirtschaftlichen Wachstums nahmen die sozialen Spannungen in der Türkei nun stärker zu als zuvor. Die Wahlen 1954 gewann die DP erneut souverän. 1957 war der Wahlausgang sehr knapp. Zunehmend ging die DP dazu über, die oppositionelle Republikanische Volkspartei politisch zu unterdrücken.
1960 proklamierte Adnan Menderes ein Ermächtigungsgesetz, um den wachsenden Widerstand auszuschalten. Am 3. Mai 1960 wurde General Cemal Gürsel das Kommando über die Streitkräfte entzogen.
All diese Umstände veranlassten einige Offiziere der mittleren und unteren Ränge zum Putsch. Am 27. Mai 1960 verkündete Oberst Alparslan Türkeş um 04:36 Uhr im Radio Ankara, dass die Türkischen Streitkräfte die Macht im Staat übernommen hätten, um einem Bürgerkrieg vorzubeugen. Den eigentlichen Befehl während des Putsches übte Generalmajor Cemal Madanoğlu aus. General Ragıp Gümüşpala ließ unterdessen verlautbaren, dass er mit seiner 3. Armee in Ankara einmarschieren und den Putsch beenden werde, falls der Anführer des Putsches keinen höheren Rang als er selber innehabe. Cemal Gürsel, der sich bis dahin noch in İzmir aufhielt, wurde mit einer Douglas DC-3 nach Ankara geflogen und traf dort um 11:30 Uhr ein. Um 16:00 Uhr hielt er als Anführer der Gruppe eine Ansprache im Radio.
Die Ausgangssperre wurde mit dieser Ansprache aufgehoben, woraufhin es zu großem Jubel und Feiern seitens der Bürger in Ankara und Istanbul kam. Im Rest des Landes war die Stimmung eher gedrückt. Während der Menderes-Zeit hatten sich die Unruhen hauptsächlich auf Ankara, Istanbul und teilweise İzmir beschränkt. So gab es in weitgehend ländlichen Gebieten viele Sympathisanten der Menderes-Regierung, die die Junta mit Argwohn betrachteten.
Die Europäische Wirtschaftsgemeinschaft (EWG) reagierte auf den Putsch mit der Meldung, dass sie „an einer Türkei, in der die demokratische Grundordnung (vorläufig) abgeschafft worden war, als Assoziationspartner nicht interessiert“ sei. Erst nachdem ebendiese Grundordnung wiederhergestellt worden war, wurde am 12. September 1963 ein Assoziierungsabkommen zwischen der EWG und der Türkei unterschrieben, das am 1. Dezember 1964 in Kraft trat.

## Folgen des Staatsstreichs
Siehe auch: Yassıada-Prozesse
Die bis zum Putsch regierende DP wurde verboten, 147 Professoren und Dozenten wurden entlassen, 235 der 260 Generäle in den Ruhestand versetzt und 5000 Offiziere aus der Armee ausgestoßen.
Der „Hohe Gerichtshof“ (Yüksek Adalet Divanı), dessen Mitglieder vom MBK ernannt wurden, verurteilte auf der Insel Yassıada 15 Politiker – darunter auch Adnan Menderes, Celâl Bayar, Fatin Rüştü Zorlu und Hasan Polatkan – zum Tode.
Trotz starken internationalen Drucks beharrte die Junta auf der Vollstreckung der Todesurteile. Die Urteile gegen Polatkan und Zorlu wurden am 16. September und das gegen Menderes am 17. September 1961 auf der Gefängnisinsel İmralı vollstreckt. Die restlichen Todesurteile wurden in lebenslange Haftstrafen umgewandelt und die übrigen Verhafteten bis 1964 amnestiert.
Insgesamt wurden 433 Politiker und Beamte zu Freiheitsstrafen verurteilt; 133 Angeklagte wurden freigesprochen.

## Neue Verfassung
Hauptartikel: Türkische Verfassung von 1961
Am Tag des Putsches wurden vom MBK Verfassungsjuristen zusammengerufen, um die Grundprinzipien einer neuen Verfassung auszuarbeiten. Das Gesetz Nr. 1 vom 12. Juni 1960 bildete zusammen mit dem Gesetz Nr. 157 vom 13. Dezember 1960 die Verfassung der Türkei unter der Militärherrschaft von 1960/61. Das MBK wurde somit als exekutive und – bis zur Einberufung der Verfassunggebenden Versammlung – als legislative Gewalt eingesetzt.
Die Verfassunggebende Versammlung setzte sich aus einer Repräsentantenversammlung und dem MBK, also aus zwei Kammern, zusammen.
Am 9. März 1961 wurde der von der Verfassunggebenden Versammlung fertiggestellte Entwurf in der Repräsentantenversammlung und später im MBK beraten und schließlich am 27. Mai 1961 durch Abstimmung in der Verfassunggebenden Versammlung angenommen. Am 9. Juli 1961 wurde die neue Verfassung per Volksentscheid bestätigt und trat am 20. Juli 1961 in Kraft.

## MBK-Mitglieder
Das MBK bestand zunächst aus insgesamt 38 Offizieren. Am 12. September 1960 verstarb Brigadegeneral İrfan Baştuğ infolge eines Verkehrsunfalls.
Am 13. Oktober 1960 wurden 14 Offiziere – die sogenannten Vierzehn (tr.: Ondörtler) – aus dem MBK entlassen. Diese von Alparslan Türkeş angeführten Offiziere beharrten darauf, dass die Macht nicht an eine Zivilregierung übergeben werden sollte, „um Staat und Gesellschaft nachhaltig zu reformieren“. Türkeş wollte ein Militärregime nach dem Vorbild Gamal Abdel Nassers errichten und zudem eine „Ideal- und Kultureinheit der Türkei“ bilden, der die Kontrolle über das Präsidium für Religiöse Angelegenheiten, das Erziehungsministerium und das Presse- und Radiowesen anvertraut werden sollten. Diese Einheit sollte von den Offizieren selber geleitet werden.
Die Mehrheit der MBK-Offiziere befürwortete jedoch den Aufbau eines Rechtsstaats und die schnellstmögliche Machtübernahme einer demokratisch gewählten Regierung. Nach einem fehlgeschlagenen Anschlag auf Cemal Gürsel wurde das MBK kurzzeitig aufgelöst, die Vierzehn aus dem MBK entlassen und für zwei Jahre ins Exil geschickt (offiziell als Militärattaché).
Somit verringerte sich die Mitgliederanzahl letztendlich auf 23.
| Die Mitglieder waren: 1. General Cemal Gürsel 2. General Fahri Özdilek 3. Generalmajor Cemal Madanoğlu (Rücktritt am 6. Juni 1961) 4. Brigadegeneral İrfan Baştuğ († 12. September 1960) 5. Brigadegeneral Sıtkı Ulay 6. Oberst Ekrem Acuner 7. Oberst (Luftwaffe) Mucip Ataklı 8. Oberst Osman Köksal 9. Oberst Fikret Kuytak 10. Oberst Sami Küçük 11. Oberst (Luftwaffe) Haydar Tunçkanat 12. Oberst Muzaffer Yurdakuler 13. Oberstleutnant Refet Aksoyoğlu 14. Oberstleutnant Suphi Karaman 15. Oberstleutnant Sezai Okan 16. Oberstleutnant Ahmet Yıldız 17. Major (Luftwaffe) Emanullah Çelebi 18. Major Vehbi Ersü 19. Major Suphi Gürsoytrak 20. Major Kadri Kaplan 21. Major Mehmet Özgüneş 22. Major Selahattin Özgür 23. Major Şükran Özkaya 24. Hauptmann Kamil Karavelioğlu | Die Vierzehn: 1. Oberst Alparslan Türkeş (Exil in Neu-Delhi) 2. Major Fazıl Akkoyunlu (Exil in Kabul) 3. Oberstleutnant Orhan Kabibay (Exil in Brüssel) 4. Oberstleutnant Mustafa Kaplan (Exil in Lissabon) 5. Major Orhan Erkanlı (Exil in Mexiko-Stadt) 6. Major Muzaffer Karan (Exil in Oslo) 7. Major Münir Köseoğlu (Exil in Stockholm) 8. Major Şefik Soyuyüce (Exil in Kopenhagen) 9. Major Dündar Taşer (Exil in Rabat) 10. Hauptmann Rıfat Baykal (Exil in Tel Aviv-Jaffa) 11. Hauptmann Ahmet Er (Exil in Tripolitanien) 12. Hauptmann Numan Esin (Exil in Madrid) 13. Hauptmann Muzaffer Özdağ (Exil in Tokio) 14. Hauptmann İrfan Solmazer (Exil in Den Haag) |

## Auflösung
Nach den Wahlen vom 15. Oktober 1961 und dem Zusammentreten der Großen Nationalversammlung am 25. Oktober 1961 löste sich das MBK gemäß Art. 8 des Gesetzes Nr. 1 vom 12. Juni 1960 auf.
Bei den Wahlen hatte sich die Republikanische Volkspartei mit 36,7 % knapp vor der Gerechtigkeitspartei mit 34,7 % durchgesetzt und İsmet İnönü wurde in der Koalitionsregierung erneut Ministerpräsident. Das Amt des Staatspräsidenten bekleidete weiterhin Cemal Gürsel.